# Collateral Damage
Collateral Damage är en amerikansk actionfilm från 2002 i regi av Andrew Davis.

## Handling
Filmen handlar om en brandman (Arnold Schwarzenegger) som söker hämnd på de som dödade hans fru och son. 

## Om filmen
- Filmen blev uppskjuten efter 11 september-attackerna.

## Rollista
| Arnold Schwarzenegger | – Gordy Brewer    |
| Francesca Neri        | – Selena Perrini  |
| Elias Koteas          | – Peter Brandt    |
| Cliff Curtis          | – Claudio Perrini |
| John Leguizamo        | – Felix Ramirez   |
| John Turturro         | – Sean Armstrong  |
| Jsu Garcia            | – Roman           |
| Tyler Posey           | – Mauro           |
| Michael Milhoan       | – Jack            |
| Rick Worthy           | – Ronnie          |
| Raymond Cruz          | – Junior          |
| Lindsay Frost         | – Anne Brewer     |
| Ethan Dampf           | – Matt Brewer     |
| Jorge Zepeda          | – Rocha           |
| Miguel Sandoval       | – Joe Phipps      |

## Mottagande
- Jan-Olov Andersson på Aftonbladet gav filmen 2/5 och motiverade "Korkat, men aldrig särskilt tråkigt, underhållningsvåld".[1]